# Girringun-Nationalpark
Der Girringun-Nationalpark (englisch Girringun National Park) ist ein 2085,5 Quadratkilometer großer Nationalpark in Queensland, Australien. Seit 1988 ist er wegen seiner natürlichen Schönheit, biologischen Diversität, Evolutionsgeschichte und als Habitat für zahlreiche bedrohte Tierarten als UNESCO-Weltnaturerbe Wet Tropics of Queensland gelistet. Etwa die Hälfte des Parks ist zudem Teil der Wooroonooran Important Bird Area, in der zahlreiche endemische Vogelarten beheimatet sind. Er ist geprägt von Hartlaubvegetation und zahlreichen Wasserfällen.

## Geschichte
Als er im Jahr 1992 ausgewiesen wurde, hieß der Nationalpark Lumholtz-Nationalpark, nach dem Wissenschaftler Carl Sofus Lumholtz. Die Sektion Blencoe Falls wurde dem Park im Jahr 2000 zugeschlagen, bevor er, im Jahr 2005, seinen heutigen Namen 'Girringun' erhielt. Am Tag des Nationalparks, dem 28. März 2010, gab die Regierung bekannt, dass er um den Mount-Fox-Nationalpark, weitere 2.810 Hektar groß, erweitert werde.

## Lage
Der Park befindet sich in der Region North Queensland. Er liegt etwa 20 Kilometer nordwestlich von Ingham und 90 Kilometer südwestlich von Innisfail. Er grenzt unmittelbar im Norden an den Kirrama- und Girramay-Nationalpark. Alle vier Hauptbereiche, Mount Fox, Blencoe Falls, Wallaman Falls und das Dalrymple Gap, sind vom Bruce Highway über die Abergowrie Road, die in Ingham abzweigt, zu erreichen. Einige der Straßen im Park sind unbefestigt, daher werden zum Befahren trockene Bedingungen und Allradantrieb empfohlen.

## Sehenswürdigkeiten
Die vorherrschende Vegetation im Girringun-Nationalpark sind Hartlaubwälder. Kleine Taschen mit tropischem Regenwald befinden sich an den Osthängen und auf den Bergrücken. Die Seaview-, George- und Cardwell-Hügelketten bestimmen das Landschaftsbild. Bei einem Vulkanausbruch vor 100.000 Jahren wurden Teile des Parks mit einer bis zu 10 Meter dicken Lavaschicht bedeckt und zahlreiche Vulkanische Bomben über das Gebiet verteilt.
Die bekannteste geologische Sehenswürdigkeit sind die Wallaman-Fälle, mit 268 m die höchsten Wasserfälle in Australien. In mehreren Stufen, zunächst über 90 m, danach in mehreren Stufen über weitere 230 m stürzen die Blencoe-Fälle in die Schlucht des Herbert River.